# Рафили, Микаэль Гасан оглы
Микаэль Гасан оглы Рафили (азерб. Mikayıl Həsən oğlu Rəfili; 12(25) апреля 1905, с. Борсунлу, Елизаветпольская губерния — 25 апреля 1958, Баку) — азербайджанский советский поэт и литературовед, доктор филологических наук (1947).

## Биография
Родился в 1905 году в селе Борсунлу (ныне — в Геранбойском районе Азербайджана). В 1930 окончил МГУ.
В поэзии выступил как поборник свободного стиха: сборники «Окно» (1929), «Новая история» (1934), «Журавль» (1936) и др. Автор работ о творчестве Низами Гянджеви, Физули, М. Ф. Ахундова и др., учебника «Введение в теорию литературы» (1958). Переводил сочинения И. В. Гёте, О. Бальзака, Л. Н. Толстого, В. Гюго, Э. Верхарна и др. Рафили также является автором ряда статей по истории западной литературы, трудов о Маяковском, Горьком, Серафимовиче, переводов стихов Маяковского, Блока, Гюго и Толстого. Сотрудник АзФАН СССР (1933-35), ИРЛИ АН СССР (1935-36), преподаватель АзГУ (1935-50). Делегат 1-го съезда советских писателей (1934). В 1936 защитил кандидатскую диссертацию на тему «Тюркские западники. К вопросу о рус. и зап. влияниях на лит-ру Азербайджана в первой половине XIX в.».
Арестован, вероятно, в начале 1937 года. Исключен из ССП Азербайджана 25 апр. 1937 за то, что «протаскивал в литературу идеи контрреволюционизма, пантюркизма… яростно выступал против азербайджанской народной поэзии, отстаивал формалистические тенденции» (ЛГ. 1937. 15 мая). Был обвинен в участии в якобы созданном в 1934 «всесоюзном объединенном центре» во главе с Т. Р. Рыскуловым (членами центра назывались также С. Д. Асфендиаров, Г. С. Губайдуллин, А. Тахо-Годи, Б. В. Чобанзаде). Не позднее 1939 освобожден; восстановлен в ССП.
В 1946 году защитил докторскую диссертацию. В дальнейшем профессор АзГПИ. Издал около 100 работ.
Награждён орденом «Знак Почёта» и медалями.

## Сочинения
- Песни о городах: Стихи / Пер. с тюркского Арс. Тарковского. М., 1936
- Низами: Жизнь и творчество. Баку, 1939
- Культура азербайджанского народа до Низами // Низами. Т. 1. Баку, 1940. С. 10-39
- Первый азербайджанский просветитель Бакиханов (1794—1847): Из истории рус.-азерб. лит. взаимоотношений // Литературный Азербайджан. 1940. № 9. С. 46-54; № 12. С. 55-61; 1941. № 2. С. 53-63; № 3. С. 69-76
- Древняя азербайджанская литература (до начала XVI в.): Краткий очерк. Баку, 1941
- Низами Гянджеви. Эпоха, жизнь, творчество. М., 1941
- Низами Гянджеви. Хосров и Ширин. Баку, 1947 (комм.)
- Нариманов — выдающийся революционер и писатель. Баку, 1956
- Мирза Шафи в мировой литературе: (К вопросу о лит. наследии Мирзы Шафи и плагиате Фр. Боденштедта). Баку, 1958
- М. Ф. Ахундов, М., 1959
- Избранное. Баку, 1973.